# Terisio Pignatti
Terisio Pignatti (* 19. September 1920 in Quistello bei Mantua; † 31. Dezember 2004) war ein italienischer Kunsthistoriker und Professor für moderne Kunst an der Universität Venedig.
1989 wurde er in die American Academy of Arts and Sciences gewählt.

## Veröffentlichungen
Im italienischen Verbundkatalog sind über 300 Titel nachgewiesen. Zahlreiche Titel liegen auch in Übersetzungen vor.
Ausstellungskataloge
- Venezianische Veduten des 18. Jahrhunderts. Radierungen aus dem Museo Correr, Venedig. Germanisches Nationalmuseum, Nürnberg 1964 (Katalog der gleichnamigen Ausstellung, 1. Juni bis 16. August 1964)
- Venezianische Kupferstecher von Mantegna bis Tiepolo aus dem Museo Correr in Venedig. Tiroler Landesmuseum, Innsbruck 1970 (Katalog der gleichnamigen Ausstellung, November bis Dezember 1970)
- Venetian drawings from American collections. A loan exhibition. National Gallery of Art, Washington D.C. 1974, ISBN 0-88397-009-0 (Katalog der gleichnamigen Ausstellung, 1974 bis 1975).
- The golden century of venetian painting. County Museum of Art, Los Angeles 1980, ISBN 0-87587-088-0 (Katalog der gleichnamigen Ausstellung, 30. Oktober 1979 bis 27. Januar 1980).
- Drawings from Venice. Masterworks from the Museo Correr, Venice. Trefoil, London 1985, ISBN 0-86294-066-4 (Katalog der gleichnamigen Ausstellung, April 1985; zusammen mit Giandomenico Romanelli).
- The art of Paolo Veronese. 1528–1588. National Gallery of Art, Washington D.C. 1988, ISBN 0-521-37297-6 (Katalog der gleichnamigen Ausstellung, 13. November 1988 bis 20. Februar 1989) (Digitalisat).

Sachbücher
- Piazza San Marco. De Agostini, Novara 1956.
  - deutsch: Der Markusplatz in Venedig (Galerien und Kunstdenkmäler Europas). Goldmann, München 1957
- Carpaccio (Der Geschmack unserer Zeit; Bd. 24). Skira, Genf 1958.
  - französisch: Carpaccio. Étude biographique et critique (Le gôut du notre temps; Bd. 24). Skira, Genf 1958.
- Il quaderno del Canaletto alle galerie di Venezia.
  - deutsch: Das venezianische Skizzenbuch von Canaletto. Callwey, München 1958.

1. Textband.
2. Faksimile.

- La scuola veneta, Bd. 2: I disegni dei maestri. Fabbri, Mailand 1970.
  - deutsch: Meisterzeichnungen der Venezianischen Schule (Schulers Kunstkabinett). Schuler, München 1976, ISBN 3-7796-5061-4
- Antonio Canal, detto Il Canaletto. Marterlo-Giusti, Mailand 1976.
  - deutsch: Canaletto (Kunstreihe Paola Malipiero; Bd. 5). Pawlak, Herrsching 1979.
- Tizian. Das Gesamtwerk (Die grossen Meister der Malerei; Bd. 17/18). Ullstein, Frankfurt/M. 1980 (2 Bde.)

1. 1980. ISBN 3-548-36017-3.
2. 1980. ISBN 3-548-36018-1.

- Venezia Mille anni d’Arte. Arsenale Edizione, Venedig 1989, ISBN 88-7743-051-6.
  - deutsch: 1000 Jahre Kunst in Venedig. Klinkhardt und Biermann, München 1989, ISBN 3-7814-0284-3.
- Giorgione. Rizzoli, Mailand 1999, ISBN 88-17-86224-X.
  - deutsch: Giorgione. Hirmer, München 1999, ISBN 3-7774-8300-1 (zusammen mit Filippo Pedrocco)
- Il disegno. Da Altamira a Picasso. Mondadori, Mailand 1981 [Neuauflage: 2004, ISBN 88-370-2759-1].
  - deutsch: Die Geschichte der Zeichnung. Belser, Stuttgart 2005, ISBN 3-7630-2451-4.
  - englisch: Master drawings from cave art to Picasso. Abrams 1982 [Neuauflage: Wellfleet Press, Secaucas, N.J. 1989, ISBN 1-55521-408-8].
  - französisch: Le dessin de Lascaux à Picasso. Nathan 1982 [Neuauflage: Le dessin dans l’histoire de l’art. Celiv, Paris 1990, ISBN 2-09-290534-1].
- La peinture en Europe. Du Baroque à Goya Hachette, Paris 1965.
- La grande avventura del disegno italiano. Silvana Edizione, Mailand 1991, ISBN 88-366-0329-7 (zusammen mit Filippo Pedrocco).
  - englisch: A history of Italian drawing. Silvana, Mailand 1991 (16 Seiten; nur die Übersetzung der Einleitung)
  - französisch: Le dessin italien. Flammarion, Paris 1992, ISBN 2-0801-2412-9.